# Paul Wilhelm Meyerheim

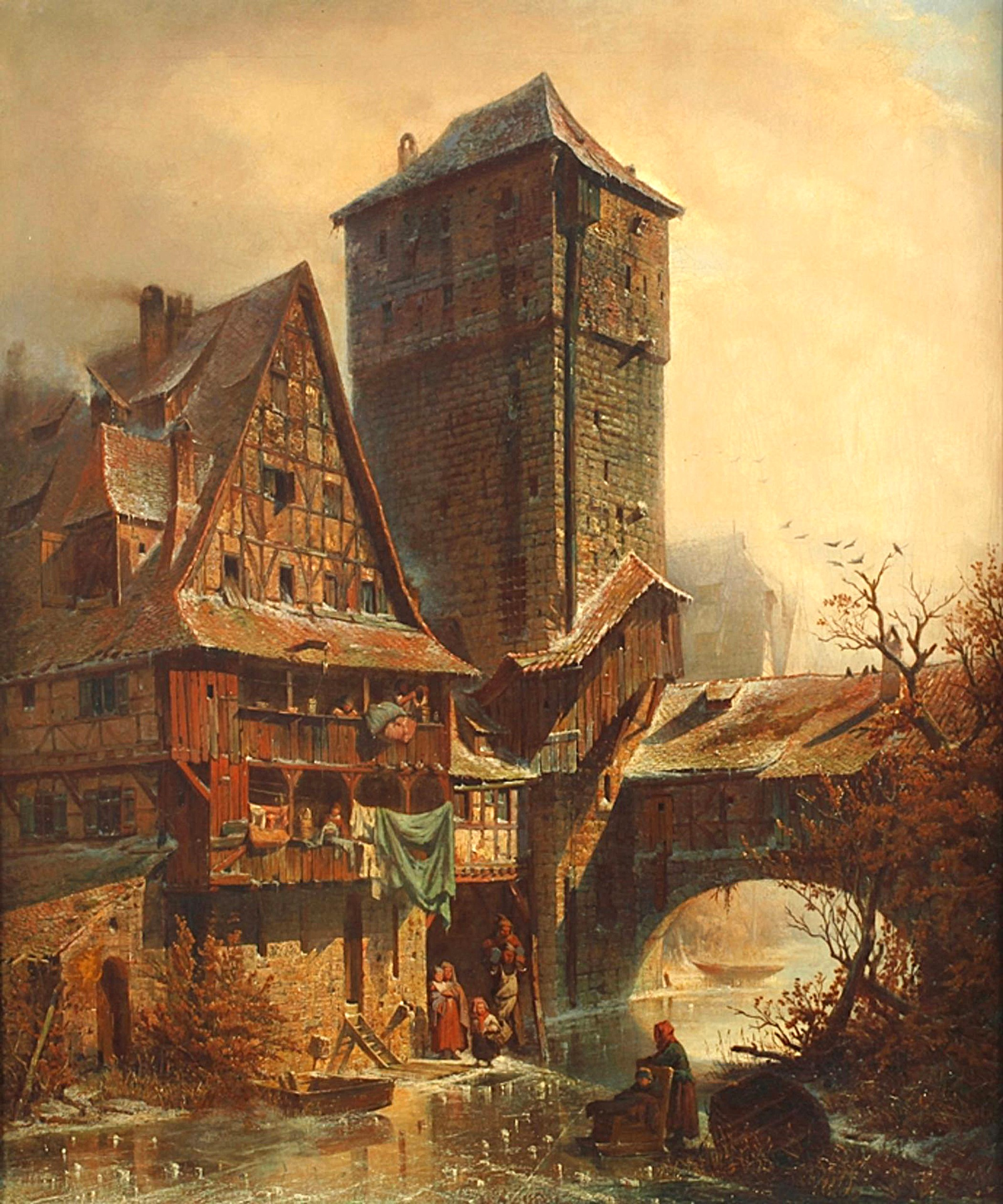
Nürnberger Henkersteg

Paul Wilhelm Meyerheim (* 19. Juli 1848 in Berlin; † 9. August 1900 in Charlottenburg) war ein deutscher Genre-, Landschafts- und Architekturmaler.

## Leben

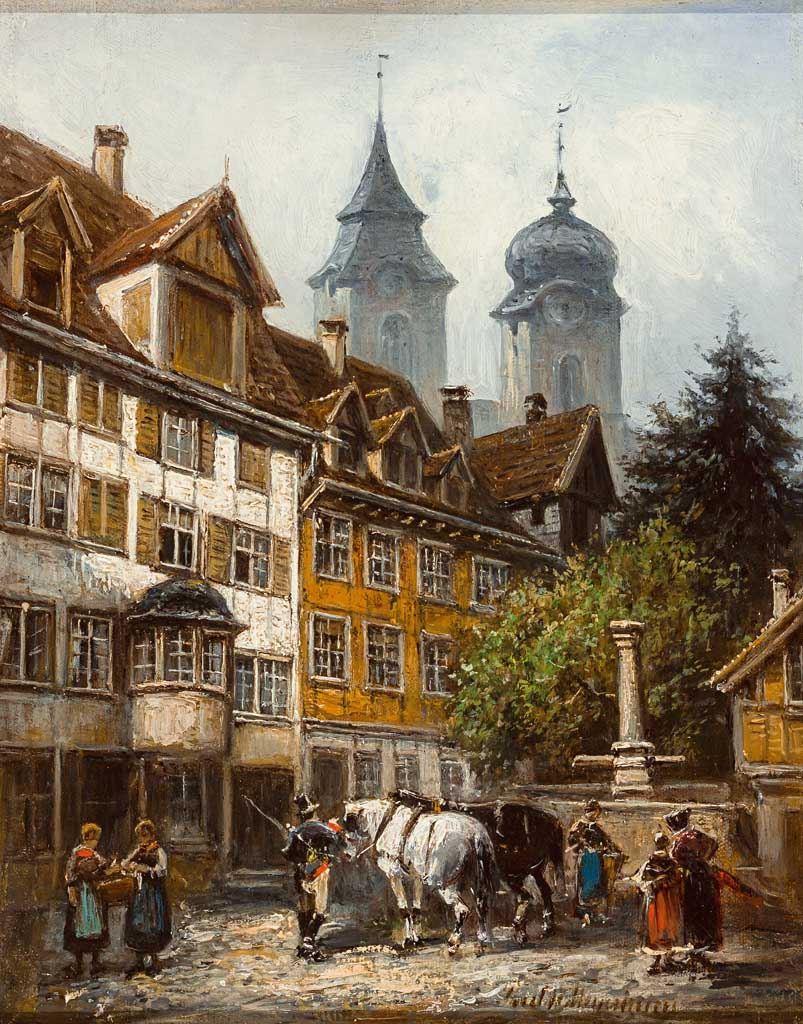
Lindau

Meyerheim war ein Spross der Danziger Künstlerfamilie Meyerheim. Seine Eltern waren der Berliner Genre-, Landschaft- und Tiermaler Wilhelm Alexander Meyerheim und dessen Ehefrau Therese, geb. Lotze. Sein Großvater war der Maler Karl Friedrich Meyerheim, seine Onkel waren die Maler Friedrich Eduard Meyerheim, Gustav Adolf Meyerheim (1816–1894) und Hermann Meyerheim, seine Cousins die Maler Paul Friedrich und Franz Meyerheim sowie Robert Meyerheim.
Paul Wilhelm Meyerheim trat zwischen 1868 und 1895 künstlerisch in Berlin in Erscheinung. Er bereiste verschiedene Gegenden Deutschlands, insbesondere Pommern, Westpreußen, Thüringen, Hessen, Württemberg und Bayern, das Mittelrhein- und das Moseltal.
1891 heiratete er in Berlin die Witwe (Emma Elise) Clara Weltzl, geb. Grotkaß (1847–1918), Besitzerin der „Parfümerie- und Toilette-Seifenfabrik“ Moldenhauer & Co.
Paul Wilhelm Meyerheim ist auf dem Friedhof Georgen-Parochial I in Berlin Prenzlauer Berg mit seiner Frau und ihrem vor der Ehe verstorbenen Mann Louis Weltzl bestattet.